# محمد آخند
محمد آخند (زاده ۱۳۳۹ ولایت قندهار) سیاستمدار افغانستان و نماینده مردم ولایت قندهار در دوره شانزدهم مجلس نمایندگان است. وی در مجلس شانزدهم نمایندگان افغانستان عضو کمیسیون امور دینی، فرهنگی، معارف و تحصیلات عالی می‌باشد.

## زندگی‌نامه
محمد آخند زاده ۱۳۳۹ از ولایت قندهار می‌باشد. او تحصیلات خود را تا فارغ‌التحصیلی ۱۲ پاس به پایان رسانید و پس از به عنوان فرمانده جهادی در حزب حرکت انقلاب اسلامی در جبهه جنگ حضور یافت.

## دیگر فعالیت‌ها
دیگر فعالیت‌های او:
- فرمانده جهادی
- عضو حزب حرکت انقلاب اسلامی.